# Fresnillo de Trujano
Fresnillo de Trujano är en kommun i Mexiko.   Den ligger i delstaten Oaxaca, i den sydöstra delen av landet, 200 km sydost om huvudstaden Mexico City.
Följande samhällen finns i Fresnillo de Trujano:
- Guamúchil de Guerrero o San Isidro